# Phalaris primaeva
Phalaris primaeva là một loài thực vật có hoa trong họ Hòa thảo. Loài này được (C. Brues & B. Brues) Beetle miêu tả khoa học đầu tiên năm 1958.